# Born (Belgien)
Born ist ein in der belgischen Eifel gelegenes Dorf mit 602 Einwohnern (Stand Januar 2016), das zur Gemeinde Amel und zur Provinz Lüttich gehört. Born liegt im deutschsprachigen Teil des Königreichs Belgien und gehört zur Deutschsprachigen Gemeinschaft.

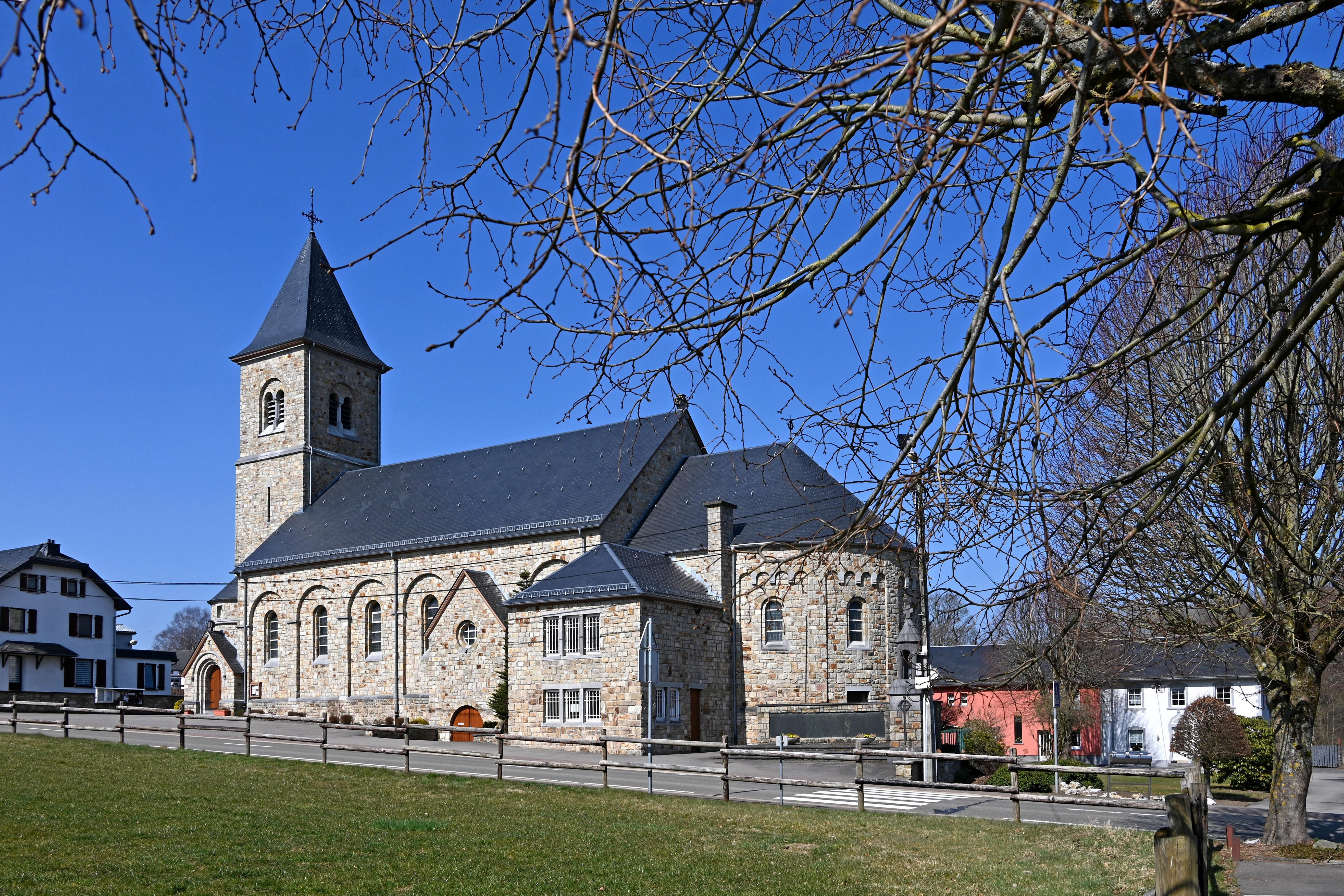
St.-Luzia-Pfarrkirche in Born

Der Name Born kommt vom Wort Born „Brunnen, Quelle“ und deutet die vielen vorhandenen Quellen an. Bis 1977 gehörte Born zur Gemeinde Recht, seitdem ist es Ortsteil der Großgemeinde Amel.
Born liegt an der Vennbahn, einer ehemaligen Eisenbahnstrecke von Aachen nach Ulflingen in Luxemburg. Zudem zweigt hier die ehemaligen Strecke nach Vielsalm ab. Die Strecke nach Vielsalm ist durch die Freiherr von Korff-Brücke, ein Überwerfungsbauwerk, an die Vennbahn angeschlossen. Die Brücke (1916 fertiggestellt, 11 Bögen, 285 m lang, 18 m hoch) ist nach dem ehemaligen Landrat des Kreises Malmedy, Freiherr von Korff benannt. Die ehemalige Eisenbahnstrecke ist seit 2023 zum Ravel Radweg L47A ausgebaut.
Westlich des Dorfes verläuft die Autobahn 27, an die Born über die Ausfahrt Recht angebunden ist.
Die Vennbahnstrecke wurde zwischen Aachen und Ulflingen zu einem länderübergreifenden Rad- und Wanderweg ausgebaut.

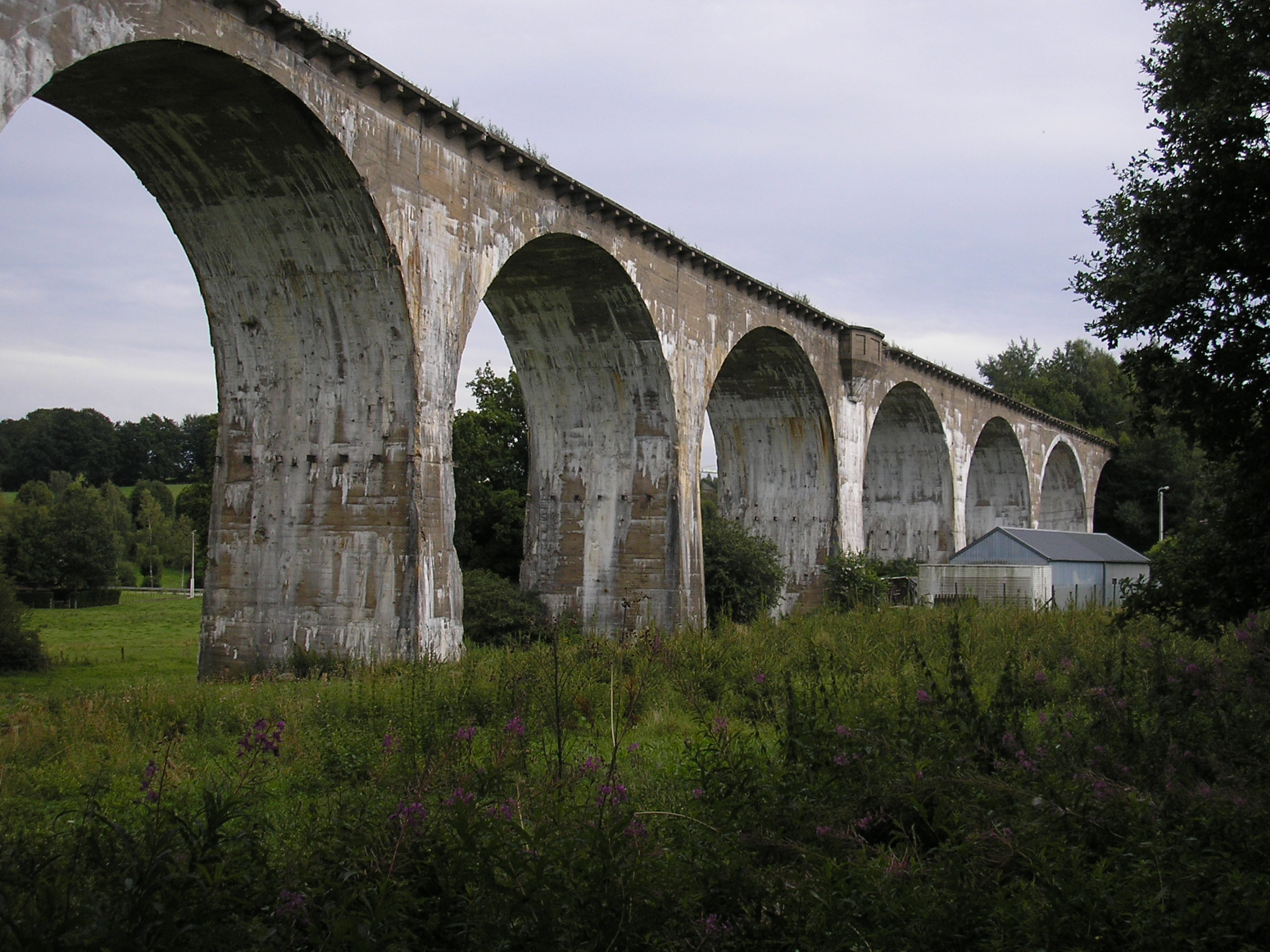
Freiherr von Korff-Brücke
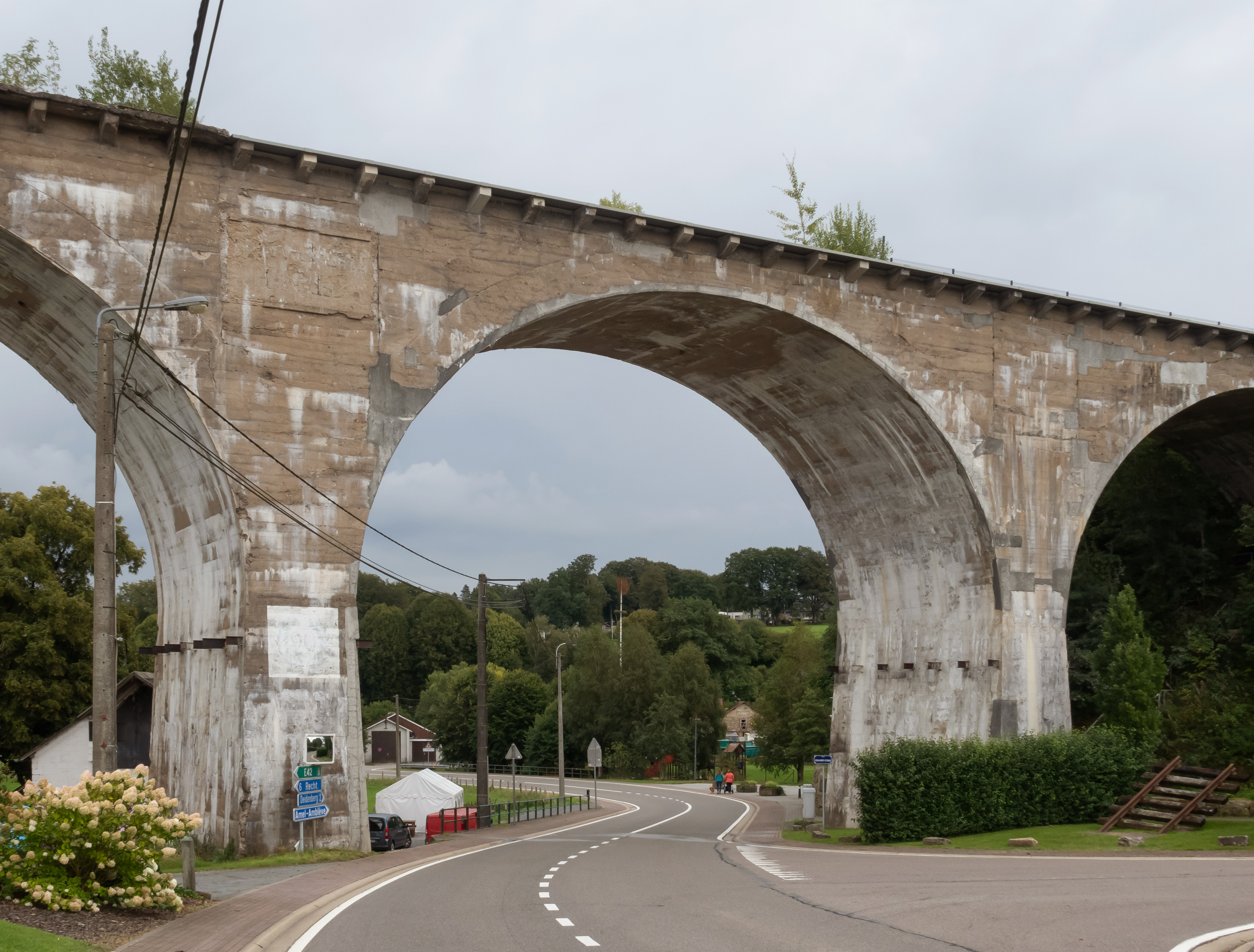
Freiherr von Korff Brücke
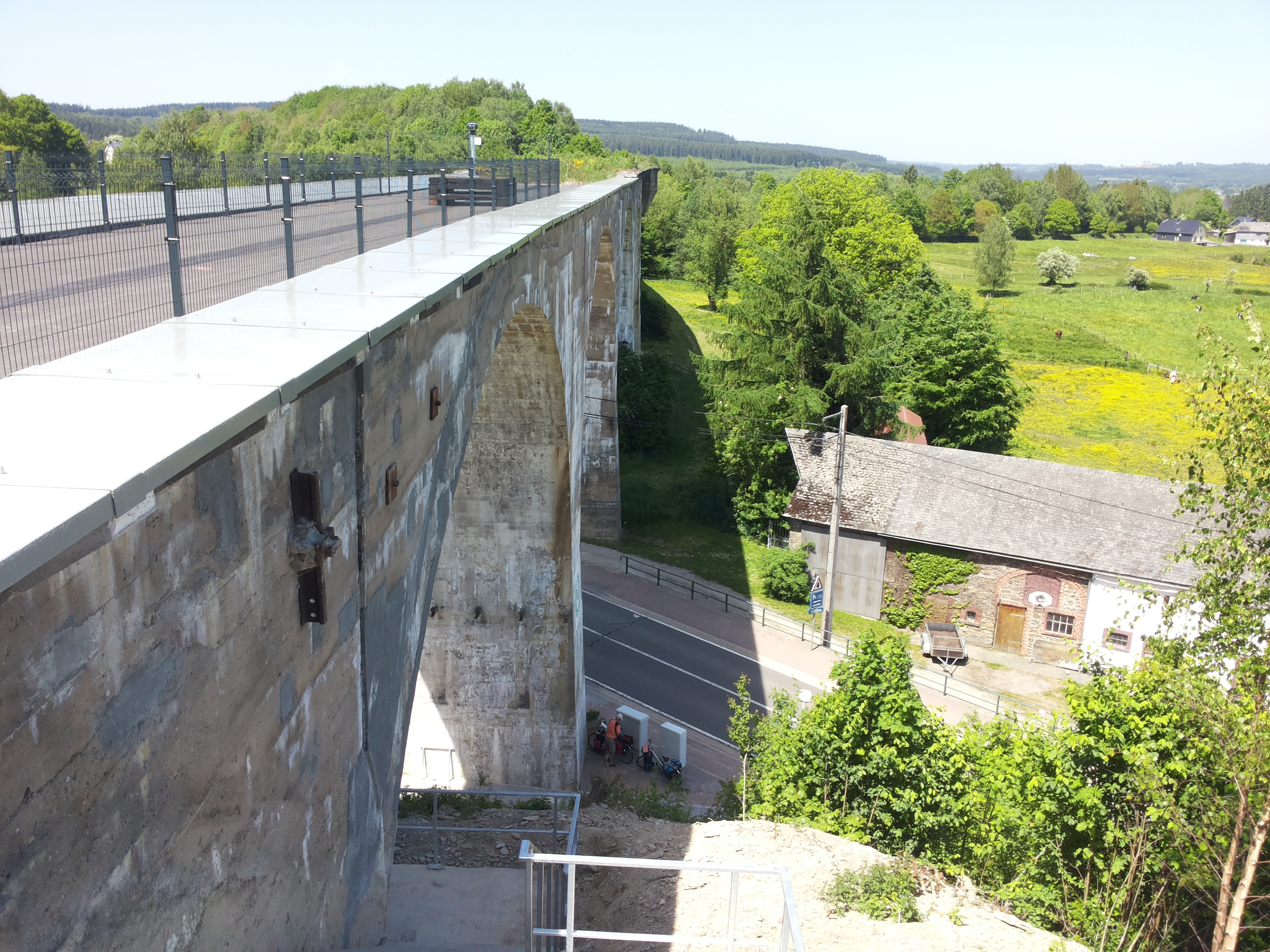
Aussichtspunkt auf dem Viadukt